# Marathon de Londres 2023
Navigation
2022 2024
Le Marathon de Londres de 2023 est la 43e édition du Marathon de Londres au Royaume-Uni qui a lieu le dimanche 23 avril 2023.
La course masculine est remportée par le Kényan Kelvin Kiptum dans le temps de 2 h 1 min 25 s. L'épreuve féminine est remportée par la Néerlandaise Sifan Hassan en 2 h 18 min 33 s.

## Faits marquants
Kelvin Kiptum remporte l'épreuve masculine en établissant la deuxième meilleure performance de tous les temps sur marathon en 2 h 1 min 25 s, échouant à 16 secondes seulement du record du monde d'Eliud Kipchoge.
Pour sa première participation à un marathon, Sifan Hassan remporte l'épreuve féminine  en 2 h 18 min 33 s.

## Résultats

### Hommes
| Rang               | Athlète              | Pays        | Temps    |
| ------------------ | -------------------- | ----------- | -------- |
| Médaille d'or      | Kelvin Kiptum        | Kenya       | 02:01:25 |
| Médaille d'argent  | Geoffrey Kamworor    | Kenya       | 02:04:23 |
| Médaille de bronze | Tamirat Tola         | Éthiopie    | 02:04:59 |
| 4                  | Leul Gebresilase     | Éthiopie    | 02:05:45 |
| 5                  | Seifu Tura (en)      | Éthiopie    | 02:06:38 |
| 6                  | Emile Cairess        | Royaume-Uni | 02:08:07 |
| 7                  | Brett Robinson       | Australie   | 02:10:19 |
| 8                  | Philip Sesemann (en) | Royaume-Uni | 02:10:23 |
| 9                  | Mo Farah             | Royaume-Uni | 02:10:28 |
| 10                 | Chris Thompson       | Royaume-Uni | 02:11:50 |

### Femmes
| Rang               | Athlète               | Pays       | Temps    |
| ------------------ | --------------------- | ---------- | -------- |
| Médaille d'or      | Sifan Hassan          | Pays-Bas   | 02:18:33 |
| Médaille d'argent  | Alemu Megertu         | Éthiopie   | 02:18:37 |
| Médaille de bronze | Peres Jepchirchir     | Kenya      | 02:18:38 |
| 4                  | Sheila Chepkirui      | Kenya      | 02:18:51 |
| 5                  | Yalemzerf Yehualaw    | Éthiopie   | 02:18:53 |
| 6                  | Judith Jeptum Korir   | Kenya      | 02:20:41 |
| 7                  | Almaz Ayana           | Éthiopie   | 02:20:44 |
| 8                  | Tadu Teshome (en)     | Éthiopie   | 02:21:31 |
| 9                  | Sofiia Yaremchuk (en) | Italie     | 02:24:02 |
| 10                 | Susanna Sullivan (en) | États-Unis | 02:24:27 |